# Charles Hutchison
Charles A. Hutchison (* 3. Dezember 1879 in Allegheny, Pittsburgh, Pennsylvania; † 30. Mai 1949 in Hollywood, Kalifornien) war ein US-amerikanischer Schauspieler und Filmregisseur.

## Leben
Nach Studium an der Western University of Pennsylvania, einjährigem Aufenthalt in Chicago und Übersiedlung nach New York kam Hutchison eher zufällig zu Bühnenerfahrung zu Beginn des Jahrhunderts. Nachdem diese enttäuschend verlaufen war, spielte Hutchison zwischen 1914 und 1944 in zahlreichen Filmen. Seine erfolgreichste Zeit war die als männlicher Serial-Star für die Filmgesellschaft Pathé von 1918 bis 1922, worin er zahlreiche Action-Szenen spielte; berühmt wurde er für (allerdings nicht von ihm selbst ausgeführte) Motorradsprünge. Anschließend inszenierte er oftmals selbst, meist nach eigenem Drehbuch, und unabhängig von großen Studios. Ein letztes Serial entstand 1926 mit Lightning Hutch, das im Western-Milieu angesiedelt war. Die Titelfigur des „Larry “Hutch” Hutchdale“ war 1921 für Hurricane Hutch geschaffen worden. Auch in England produzierte Hutchison einen Western-Spielfilm um diese Figur.
Hutchison war mit der Schauspielerin Edith Thornton verheiratet.